# 严遵美
严遵美（?—?），唐朝宦官，遵美父严季寔，为掖廷局博士。大中年间时有宫人谋弑唐宣宗，宣宗被严季寔所救。擢升为北院副使，终内枢密使。
严遵美任左军容使，叹道：“北司供奉官以胯衫给事，今执笏，过矣。枢密使无听事，唯三楹舍藏书而已，今堂状帖黄决事，此杨复恭夺宰相权之失也。”这是痛恨杨复恭等宦官肆横专权。后从唐昭宗迁凤翔，严遵美求致仕，隐居青城山，年八十余岁去世。
史称唐朝宦官称之为忠谨的，只有马存亮、西门季玄、严遵美三人。

## 延伸阅读
[在维基数据编辑]
 《新唐書·卷207》，出自《新唐書》